# Ophiolebes
Ophiolebes is een geslacht van slangsterren uit de familie Ophiacanthidae. De wetenschappelijke naam van het geslacht werd in 1878 voorgesteld door Theodore Lyman. Hij plaatste daarbij twee nieuwe soorten in het geslacht (Ophiolebes scorteus en Ophiolebes vestitus) alsook de eerder door Axel Vilhelm Ljungman beschreven Ophiactis clavigera. Die laatste wordt inmiddels in het geslacht Ophiomitrella geplaatst.

## Soorten
- Ophiolebes asaphes H.L. Clark, 1911
- Ophiolebes bacata Koehler, 1921
- Ophiolebes brachygnatha H.L. Clark, 1911
- Ophiolebes comatulina McKnight, 2003
- Ophiolebes humilis (Lyman, 1869)
- Ophiolebes mortenseni A.H. Clark, 1916
- Ophiolebes pachyphylax H.L. Clark, 1915
- Ophiolebes retecta (Koehler, 1895)
- Ophiolebes sagamiensis Irimura, 1982
- Ophiolebes scorteus Lyman, 1878
- Ophiolebes tuberosus Matsumoto, 1915
- Ophiolebes vestitus Lyman, 1878
- Ophiolebes vivipara Djakonov, 1949